# Combres-sous-les-Côtes
Combres-sous-les-Côtes település Franciaországban, Meuse megyében. Lakosainak száma 108 fő (2022. január 1.). Combres-sous-les-Côtes Les Éparges, Herbeuville, Saint-Remy-la-Calonne, Saulx-lès-Champlon és Trésauvaux községekkel határos.

## Népesség
A település népességének változása:
| Lakosok száma | 110  | 103  | 114  | 107  | 117  | 118  | 118  | 119  | 116  | 108  |
|               | 1968 | 1982 | 1990 | 2006 | 2013 | 2015 | 2017 | 2019 | 2020 | 2022 |